# Trinitatismesse
Die Missa in honorem SSmae Trinitatis (kurz: Trinitatismesse) in C-Dur, KV 167, ist eine Messe von Wolfgang Amadeus Mozart aus dem Jahr 1773.
Die Messe, die für das Dreifaltigkeitsfest komponiert wurde, entspricht der Forderung des Salzburger Erzbischofs, dass selbst ein feierliches Hochamt nicht länger als eine Dreiviertelstunde dauern darf. Daher ist die Trinitatismesse dem Typ der „Missa brevis et solemnis“ zuzuordnen, d. h. eine feierliche, mit vier Trompeten besetzte, aber relativ kurz gehaltene Messe. Als einzige Messe Mozarts verzichtet sie sogar auf den Sologesang.